# Erycia fasciata
Erycia fasciata là một loài ruồi trong họ Tachinidae.